# 関口宏の東京フレンドパークII
『関口宏の東京フレンドパークII』（せきぐちひろしのとうきょうフレンドパークツー）は、1994年4月11日から2011年3月28日まで、TBS系列で毎週放送されたゲームバラエティ番組であり、関口宏の冠番組でもある。
毎日放送を含めたJNN各局が指定する「青少年に見てもらいたい番組」でもあった。
略称は「フレンドパーク」、「フレパ」、「フレパー」、「TFP2」（Tokyo Friend Park 2の略で、番組ロゴとしても使用されていた）。2004年2月にハイビジョン化され、2010年5月31日放送分より、アナログ放送ではレターボックス形式で放送に移行。字幕放送（2002年4月8日放送分より）。
本番組の前身であり、1992年10月12日から1993年9月20日まで同時間帯で放送されていた『ムーブ・関口宏の東京フレンドパーク』、そして本番組の放送終了直後に一部放送局で放送されていたミニ番組『後のまつり』についても、本項目で併せて記述する。
2017年1月から2021年1月まで4年間放送されていた特番については『関口宏の東京フレンドパーク ドラマ大集合SP!!』で記述する。

## 概要
体で遊ぶゲームをテーマとしたテーマパークという体裁のバラエティ番組で、週替わりのゲストが2人（ペア）以上で登場し、5ゲームに挑み、最終コーナー「ビッグチャレンジ」というダーツで賞品を獲るというのが主な番組の流れ。
番組内では司会の関口宏を「支配人」、渡辺正行を「副支配人」と呼び、アトラクション・ビッグチャレンジともに支配人が審判を務める。また支配人は三管笛を胸ポケットから提げており、ゲームのスタート・ゲストや従業員へのツッコミ・ハイパーホッケーのパックが飛んだりした時に吹き鳴らす。笛はメッキがはがれかかっているが一貫して変わっていない。支配人、副支配人のジャケットの色は白・赤・ピンク・青・水色の計5色。
絶頂期には、関東地区では20%前後を推移し（最高視聴率は1996年11月4日放送の26.0%）、家庭用テレビの過疎化が進み20%を取ることが難しくなった2004年以降も17%前後を記録するなど、TBSの人気番組の一つとして幅広い視聴者層をもった長寿番組である。最後に20%越えを記録したのは2005年9月26日SP放送の21.0%（関東地区）であり、2006年頃から木曜20時台に移動する前の2009年3月までは平均15 - 17%で推移した。関西地区では、放送開始当初は低迷していたものの、木曜20時台に移動する前までは10%台後半を記録することもあり回によっては関東を上回ることもあった。
ムーブ時代から、収録はTBSテレビ局舎→TBS放送センターで、毎週月曜日の15時あるいは16時からと19時からの観客入れ替え制の二本撮りだった。
TBS系列局が無い地域についてレギュラーでの系列外ネットはなかったが、フジテレビ系列の秋田テレビ・サガテレビや日本テレビ系列の四国放送が単発で数回放送を行った実績がある。
打ち合わせは一切なくプロデューサーは「関口さんにすべて任せている」。
関口は「狙いは若い人たちの達成感」と話していた。
2-4番目に登場する怪獣のおなかに書かれた文字にはそれぞれカタカナが一文字付いていて3つの文字を組み合わせるとその回のゲストにちなんだ言葉ができあがる。
十万円金貨は田中貴金属ジュエリーから購入したオーストラリアの24金カンガルー金貨(2オンス)で、鈴木蘭々や高田純次、ベンガルらはダーツの矢に交換せずそのまま持ち帰っている。
石川プロデューサーは人気の理由について「ハッキリ言って分かりません」と答え、裏番組の魔法騎士レイアースの諏訪プロデューサーは「うちに比べて、あちらは門戸開放型というか、子供からお年寄りまで気楽に見られるのが強みになっているのでは？」と回答した。

### 沿革
| 期間    | 期間   | 放送時間（日本時間） |
| ------- | ------ | -------------------- |
| 1992.10 | 1993.9 | 月曜 19:00 - 19:54   |
| 1993.10 | 1994.3 | （この間中断）       |
| 1994.4  | 2002.3 | 月曜 19:00 - 19:54   |
| 2002.4  | 2009.3 | 月曜 18:55 - 19:54   |
| 2009.4  | 2010.3 | 木曜 19:55 - 20:54   |
| 2010.4  | 2011.3 | 月曜 19:00 - 19:55   |

#### 月曜第1期
1992年10月12日に、TBSの19時台に設けられたバラエティー枠『ムーブ』の1番組として『関口宏の東京フレンドパーク』が放送開始。視聴率の低迷により1年で終了したものの、『ザッツ!・関口宏のPAPAパラダイス』を間に挟み半年後の1994年4月11日に『関口宏の東京フレンドパークII』として、放送を再開した。初回のゲストは布施博と柳沢慎吾。
『TFP2』の視聴率も開始直後こそ低迷したが、半年後の1994年9月12日に初めて20%に到達して以降は、高視聴率を連発した。
1995年の最高視聴率はTBSで3位、バラエティ全体で10位の25.6%(2月6日)だった。
1997年の最高視聴率はTBSで2位、バラエティ全体で10位の23.8%(10月13日)だった。
1998年8月17日で放送200回(199回と二本録りで7月20日収録、ゲストは中山エミリと安達祐実)を迎え、これを記念して読売新聞の読者二人が7月20日に番組を体験し結果が紙面上に掲載された、この時点での平均視聴率は20.2%だった。
1999年11月に一般出場者が出演した際には9月に予選会が行われた。応募要項は小学四年生以上の五人一組、ただし友人関係に限定し血縁関係は含まないというものだった。
2000年には、1月31日に22.7%、3月20日にも20.3%、4月17日に20.9%、5月15日にも2.4%、8月28日20.1%、10月30日に22.9%、11月27日21.5%と数多く20%以上を記録した。
2001年も1月29日23.1%、3月26日のスペシャルは20.8%、9月3日20.8%、9月10日に20.4%と多数20%超えを記録した。
2002年も1月21日に21.3%を記録。
2003年から2006年までは1月2日（もしくは3日）に『新春特別営業』としてスペシャル版が放送されていたが、2008年12月の当時のTBS社長の定例記者会見で、2009年1月1日（木）にそれまで毎年放送されていた『スポーツマンNo.1決定戦』に替わり本番組のスペシャル版を放送することを発表。本番組最長の放送時間となる4時間半スペシャルが放送された。各界のスポーツ選手4チームの対抗戦で、ルールが対戦形式にアレンジされた。

#### 木曜時代
2009年3月30日より平日の17:50 - 19:50の時間帯に2時間の報道番組『総力報道!THE NEWS』が放送されることに伴い、本番組の放送時間は2009年4月2日から木曜日の20時台に移動することとなった。これにより『クイズ100人に聞きました』（1979年4月 - 1992年9月）以来続いてきた月曜日19時台関口宏枠も通算30年で一旦終了した。また、それまで木曜20時台で放送されていた『うたばん』が本番組に押し出される形で移動となり、2009年3月に終了した『どうぶつ奇想天外!』の後を継いで日曜20時台での放送となった。
2009年度の木曜20時台での放送は、夏頃から10%を切ることも増え月曜第1期の頃より大きく下がった。
TBSチャンネルで、2009年6月1日より、毎週月曜21:00に『ムーブ・東京フレンドパーク』時代の番組が2010年5月10日まで再放送された。2010年3月までは本編終了後、その週の木曜日に地上波で放送予定分の番宣が流れていた。

#### 月曜第2期
2010年3月26日で『総力報道!THE NEWS』が終了したことに伴い、同年3月29日放送分からは放送時間が月曜19時枠に戻されたが、放送開始時間は19:00となったため、放送時間が4分短縮した。これにより、2002年4月以来続いてきたTBSの平日夜7時台のフライングスタートが全番組廃止された。前述の通り、音声もステレオ放送へ切り替わった。
2010年7月よりオープニングが一部簡略化され、さらにマンネリ化防止対策として長年最初のアトラクションだった「ウォールクラッシュ」(開始から10年で面ファスナーが強化された)、定番だった「クイズ!ボディー&ブレイン」を不定期に実施するなど新たなテコ入れを行ったが、視聴率は回復しなかった。

### シリーズの終焉とその後
2010年10月に従来のアトラクションをリニューアルしたり、新アトラクションを登場させるなどして事実上新装開園を実施したものの、視聴率は平均7% - 9%と、低迷が続いた。
そして、2011年3月をもってレギュラー放送を終了（一旦閉園）、3月28日放送の生放送2時間スペシャルをもって『ムーブ』時代から17年間、『ムーブ』時代とIIの間に放送されていた『関口宏のPAPAパラダイス』を含めれば19年の放送に終止符を打った。最終回は生放送で、過去の名珍場面を見せる一方、かつての累計2388人の来園者の中から一部の来園者と『ハンチョウ〜神南署安積班〜』の出演者がアトラクションに挑戦。最後は全従業員が挨拶をした後、関口支配人が愛用の笛を床に置いた所で、スタジオ内のカノン砲から大量の紙吹雪が発射されて大団円となった。
後番組は、同年4月18日から歴史をテーマとしたバラエティ番組『世紀のワイドショー!ザ・今夜はヒストリー』で、司会は引き続いて関口と当時オセロの松嶋尚美が務めることとなった。これにより関口が司会を務める月曜日19時台の番組は、1979年4月の『クイズ100人に聞きました』開始以来、『総力報道!THE NEWS』放送に伴う1年間の中断を挟んで通算32年目に入ることが決まった。しかし、同番組は半年で水曜日に追いやられ、関口の月曜19時台レギュラー出演は32年半で終止符を打った（番組自体はその後2012年8月まで水曜日で続いた）。

#### 特別番組としての復活
2014年3月および10月の『オールスター感謝祭』では、イベントとして「ウォールクラッシュ」が行なわれた。
2017年から2021年にかけては特別番組『関口宏の東京フレンドパーク ドラマ大集合SP!!』として定期的に放送されていた（以下、「復活特番」）。
2024年8月9日からは『それSnow Manにやらせて下さい』の特番として『それSnow Manにやらせて下さい×東京フレンドパーク』が不定期で放送されている（以下、「それスノ版」）。アトラクションは従来どおりだが、支配人が深澤辰哉（Snow Man）、副支配人が山里亮太にそれぞれ代わって行なわれる。ジャケットの色は青で固定されている。ルールは復活特番などのチーム制に準じており、支配人の深澤を除くSnow Manメンバーによる「Snow Manチーム」が毎回参加し、さらにゲストの2チームが加わった3チーム対抗で行われる。アトラクションのルールはあまり変わらないが、ハイパーホッケーではホンジャマカの代わりにエアホッケーの猛特訓を積み重ねてきた最強の刺客「謎のホッケーマン」が対戦相手として務める。
2024年12月31日の『大晦日オールスター体育祭』では「ウォールクラッシュ」が行なわれた。

## 出演者

### 支配人/副支配人
- 関口宏：支配人。前番組『クイズ100人に聞きました』より続役。
- 渡辺正行：副支配人。

### 従業員
- ホンジャマカ（石塚英彦、恵俊彰）：ハイパーホッケーの対戦相手、アトラクションのデモンストレーションを担当。
- 西秋元喜：前説兼アシスタント担当（1999年11月1日 - 2011年3月28日）。
- 小林豊：主に実況担当（1993年5月3日 - 2011年3月28日） [注釈 4]

### ナレーション
- 田子千尋
- 市川展丈（スペシャル版ナレーター）
- 奥田民義（2011年3月28日の最終回SPなど）
- 銀河万丈（「ンゴボコ」のナゾパー役）
- 石井康嗣（銀河の代役、「オーノー!」の原始人の声役）
- TARAKO（市川の代役、2002年9月23日のスペシャル）

### 元従業員
- フランキー為谷（1992年10月12日 - 2008年11月3日）：番組開始からの従業員、ウォールクラッシュのデモンストレーションを担当。
- 乱一世（初代実況担当　1992年10月12日 - 1993年4月26日）
- 大東めぐみ（初代女性従業員　1992年10月 - 1993年9月20日）
- 芦田由夏（1992年10月12日 - 1993年9月20日）
- 相原勇（1994年4月11日 - 1995年9月25日）：ムーブ時代に一回ゲストとして登場。
- 早川咲（1994年4月11日 - 1995年4月24日）
- 永田杏子（1995年5月1日 - 1996年9月30日）
- 三井ゆり（1995年10月2日 - 1996年4月8日）
- 蛭田有希子（1996年4月15日 - 1997年4月14日）
- 宝積有香（1996年10月7日 - 1997年3月31日）
- 大石恵（1997年4月7日 - 1998年3月16日）
- 津川友美（1997年4月28日 - 1999年3月）
- 金澤あかね（1998年3月23日 - 1998年8月24日）
- 岡本恵理（1998年8月31日 - 2002年10月28日）：当初は「岡本恵理子」名義で出演。
- 山田玲奈 （1999年4月 - 2002年10月28日）
- 横田佳織 （2002年11月4日 - 2003年10月20日）
- 藤村春菜（2002年11月4日 - 2003年10月20日）
- 小川奈那（2003年10月27日 - 2004年10月18日）
- 小林恵美（2003年10月27日 - 2004年10月18日）
- 有村実樹 （2004年11月1日 - 2006年11月20日）
- 市川円香（2004年11月1日 - 2007年1月29日）
- 青山玲子（2007年2月5日 - 2008年3月31日）
- 平井佳織（2007年2月5日 - 2008年3月31日）
- 真知りさ（2008年4月14日 - 2009年3月23日）
- 金ヶ江悦子（2008年4月14日 - 2009年3月23日）
- あまのまい（2009年4月2日 - 2010年3月18日）
- 虎南有香（2009年4月2日 - 2010年3月18日）
- 田中みな実（2010年3月29日 - 2011年3月28日）：過去の女性従業員の行っていた業務[注釈 5]のほか、副支配人が行っていた一部のアトラクションのルール説明、2回以上出演（来園）しているゲストの、過去のウォールクラッシュの成績を紹介するなど、支配人、副支配人の補佐をする役割を担当。また「クイズバトル!ジダンダ」「クイズボディ＆ブレイン」の問題読み上げを再び担当していた。

### 出演者の変遷
| 期間     | 期間       | 期間       | 総合司会          | デモ         | デモ | 前説 | 実況 | 女性   | 女性   |
| -------- | ---------- | ---------- | ----------------- | ------------ | ---- | ---- | ---- | ------ | ------ |
| ムーブ版 | 1992.10.12 | 1993.4.26  | 関口宏、 渡辺正行 | ホンジャマカ | 為谷 | -    | 乱   | 大東   | 芦田   |
| ムーブ版 | 1993.5.3   | 1993.9.20  | 関口宏、 渡辺正行 | ホンジャマカ | 為谷 | -    | 小林 | 大東   | 芦田   |
| TFP2版   | 1994.4.11  | 1995.4.24  | 関口宏、 渡辺正行 | ホンジャマカ | 為谷 | -    | 小林 | 相原   | 早川   |
| TFP2版   | 1995.5.1   | 1995.9.25  | 関口宏、 渡辺正行 | ホンジャマカ | 為谷 | -    | 小林 | 相原   | 永田   |
| TFP2版   | 1995.10.2  | 1996.4.8   | 関口宏、 渡辺正行 | ホンジャマカ | 為谷 | -    | 小林 | 三井   | 永田   |
| TFP2版   | 1996.4.15  | 1996.9.30  | 関口宏、 渡辺正行 | ホンジャマカ | 為谷 | -    | 小林 | 蛭田   | 永田   |
| TFP2版   | 1996.10.7  | 1997.3.31  | 関口宏、 渡辺正行 | ホンジャマカ | 為谷 | -    | 小林 | 蛭田   | 宝積   |
| TFP2版   | 1997.4.7   | 1997.4.14  | 関口宏、 渡辺正行 | ホンジャマカ | 為谷 | -    | 小林 | 蛭田   | 大石   |
| TFP2版   | 1997.4.21  | 1998.3.16  | 関口宏、 渡辺正行 | ホンジャマカ | 為谷 | -    | 小林 | 津川   | 大石   |
| TFP2版   | 1998.3.23  | 1998.8.24  | 関口宏、 渡辺正行 | ホンジャマカ | 為谷 | -    | 小林 | 津川   | 金澤   |
| TFP2版   | 1998.8.31  | 1999.3.?   | 関口宏、 渡辺正行 | ホンジャマカ | 為谷 | -    | 小林 | 津川   | 岡本   |
| TFP2版   | 1999.4.?   | 1999.10.25 | 関口宏、 渡辺正行 | ホンジャマカ | 為谷 | -    | 小林 | 山田   | 岡本   |
| TFP2版   | 1999.11.1  | 2002.10.28 | 関口宏、 渡辺正行 | ホンジャマカ | 為谷 | 西秋 | 小林 | 山田   | 岡本   |
| TFP2版   | 2002.11.4  | 2003.10.20 | 関口宏、 渡辺正行 | ホンジャマカ | 為谷 | 西秋 | 小林 | 横田   | 藤村   |
| TFP2版   | 2003.10.27 | 2004.10.18 | 関口宏、 渡辺正行 | ホンジャマカ | 為谷 | 西秋 | 小林 | 小川   | 小林   |
| TFP2版   | 2004.11.1  | 2006.11.20 | 関口宏、 渡辺正行 | ホンジャマカ | 為谷 | 西秋 | 小林 | 有村   | 市川   |
| TFP2版   | 2006.10.16 | 2007.1.29  | 関口宏、 渡辺正行 | ホンジャマカ | 為谷 | 西秋 | 小林 | -      | 市川   |
| TFP2版   | 2007.2.5   | 2008.3.31  | 関口宏、 渡辺正行 | ホンジャマカ | 為谷 | 西秋 | 小林 | 青山   | 平井   |
| TFP2版   | 2008.4.14  | 2008.10.20 | 関口宏、 渡辺正行 | ホンジャマカ | 為谷 | 西秋 | 小林 | 真知   | 金ヶ江 |
| TFP2版   | 2008.10.27 | 2009.3.23  | 関口宏、 渡辺正行 | ホンジャマカ | -    | 西秋 | 小林 | 真知   | 金ヶ江 |
| TFP2版   | 2009.4.2   | 2010.3.18  | 関口宏、 渡辺正行 | ホンジャマカ | -    | 西秋 | 小林 | あまの | 虎南   |
| TFP2版   | 2010.3.29  | 2011.3.28  | 関口宏、 渡辺正行 | ホンジャマカ | -    | 西秋 | 小林 | 田中   | -      |

## 番組構成・ルール

### オープニング
支配人や副支配人・従業員があいさつした後、ムーブ時代はゲストが観客席隣の階段から登場したが、TFP2以降はジェットコースターに乗って登場するようになった。

### アトラクション
各アトラクションには、一定のノルマ（番組内では、「クリアポイント」と呼ばれる）が定められており、その一定のノルマをクリアすれば、時価10万円相当の金貨を1枚獲得できる。男女のペアおよび女性2人のペアの場合、クリアとなるノルマ・ゲーム自体の難易度が低くなるアトラクションもある。また、早い段階でクリア条件を達成した場合は通常の金貨1枚に加え、さらに提示された条件をクリアすることによって追加の金貨をもらえる「スペシャルチャレンジ」が行われる場合もあり、逆にそれまでの成績があまりにもひどい場合、（クリアとは認められないが）成功すれば金貨をもらえる追加チャレンジが行われる場合もある。最多金貨獲得枚数は97年12月29日放送に出たヤクルトチームの12枚。
ただし、クリア後のスペシャルチャレンジの有無や、チャレンジクリアのノルマに関しては、ゲストと支配人との交渉次第でもあり、ケースバイケースである。2010年7月頃より、一部のアトラクションのクリア条件が変更されている。
アトラクションをクリアすると白文字で「Cleared!!」と画面下の中央に表示され（復活特番などでは金文字で「CLEAR」）、CGで金貨と文字が光り輝く（通常は金貨1枚、スペシャルチャレンジ成功で金貨2枚以上）演出が入り、アトラクションをクリア出来なかった場合は青文字で「Not Cleared!!」と画面下の中央に表示され（復活特番などでは水色文字で「NOT CLEAR」、初期は赤文字で「Not」、前述の白文字で「Cleared!!」）、CGで金貨が落ちる（初期は割れる）演出が入る。
全アトラクションをクリアした場合は「グランドスラム」となり、スタジオが暗転し、ゲストにスポットライトが当たって、ファンファーレが鳴り響き（この時、画面上部に金文字で「GRAND SLAM」と表示される）、キャノン砲で大量の紙吹雪が舞い、ミッキーマウスとミニーマウスのぬいぐるみ、全日空のビジネスクラス「CLUB ANA」による、アメリカ・カリフォルニアのディズニーランド旅行獲得（少人数の場合はそれぞれがペア、大人数の場合は全員分）となり、目録が贈られる。2008年11月のリニューアル以前は、ディズニーランド・パリ旅行だった。SPでゲストが大人数の場合は、ロサンゼルス往復航空券になる場合がある。
あくまで「全アトラクションをクリア」が条件であるため、「スペシャルチャレンジ」によって獲得金貨が5枚以上になったとしても、他のアトラクションで、失敗したものが1つでもあれば「グランドスラム」は達成できない。また、放送回によっては、全アトラクションをクリアできず、「『逆』グランドスラム」となってしまったゲストも存在する。
挑戦するアトラクションの順番は、基本的には以下の通りとなっている（『ムーブ』時代では、アトラクションの種類、放送時間によっては全6アトラクションとなっている）。
1. （週替わりアトラクション 「ウォールクラッシュ」か「ゴー!アップヒル」が多い）
2. （週変わりアトラクション）
3. （週変わりアトラクション）
4. （週変わりアトラクション ほぼ「クイズ!ボディ&ブレイン」）
5. （ほぼ必ず「ハイパーホッケー」、一時期のみ週替わりで「ビートザパイレーツ」を実施）

ムーブ時代～TFP2初期では、第2（または第3）アトラクションで「ウォールクラッシュ」が行われたこともあった。第4アトラクションは、長らく「クイズ!ボディ&ブレイン」で固定されていた。後に「クイズ!ピクチャー5」が不定期で登場し、2009年頃からは第2 - 第3アトラクション同様、週変わりのアトラクションが登場した。
ゲストの中に「日本語をあまり理解できない、または通訳を要する」外国人がいる場合や、ゲストの参加人数が多い場合は、「クイズ!ボディ&ブレイン」の代わりに、アーケードゲーム（主にスペシャル限定の、ミニゲームが集合したアトラクション）が行われる場合もある。
腰痛持ちの人が来園した場合、その負担軽減への配慮として、第1アトラクション（ウォールクラッシュ）が別のアトラクションに変更されるケースもあった。2010年4月以降は、「ウォールクラッシュ」が第1アトラクションでなかったり、第1アトラクション以外に登場することが以前に比べて多くなっていた。
対抗戦（後述）では、基本的に下記のアトラクションが、以下の順番で行われる。
1. ウォールクラッシュ
2. （週替わりアトラクション）
3. （週替わりアトラクション）
4. クイズバトル!ジダンダ
5. ハイパーホッケー（スペシャルアトラクション）

『ムーブ』時代には、第1アトラクションの前に、オープニングアトラクションとして、ゲストの出演番組、映画宣伝のポスターをジグソーパズルにして制限時間内に完成させる「PRジグソーパズル」があった。なお、このアトラクションは、金貨獲得の対象ではない。
最後のアトラクションが終わると、副支配人の渡辺が、ビッグチャレンジへの送りコメントを言った後に、CMに入る前のジングルが流れた後、CMに入っていた。

### ビッグチャレンジ
番組最後のコーナー「ビッグチャレンジ」では、獲得した金貨1枚につき1本の矢と交換し、ダーツに挑戦できる。ダーツの矢は形式上、獲得した金貨で「購入する」ことになっている。
支配人の「回して！」という合図でダーツの的が回転し、ゲストがその的に向かってダーツの矢を投げ、ダーツの矢が刺さったゾーンに書かれた賞品を獲得できる。
賞品は、ゲストが予めいくつか希望しており、ペアの場合は2種類ずつ、3人の場合は1人だけ2種類か全員1種類、その他のスペシャルなどでは全員1種類ずつである。価格としては20 - 30万円の物を希望でき、後期の希望賞品に多かった旅行券や商品券などの金券の場合は必ず20万円分と明記されていた。
ダーツの的には賞品のほかに「たわし」というゾーンがあり、そこに矢が刺さってしまった場合は、フランキー為谷（2008年11月以降は西秋元喜）が腰を低くしてクリアケースに梱包されたたわしを贈呈する。
また、ダーツの的には、1か所だけ赤色のゾーンが存在し、そのゾーンに矢が当たるとひときわ豪華な賞品が貰える。
通常放送では自動車が貰える（後述）。毎回、渡辺が「運がよければ、こちらを差し上げます」と言って、当番組のスタッフから見て、セットの観客席右側後方のカーテンが落ち、車が登場する（この時、毎回、石塚が車の隣にいてポーズをとっていた。ムーブ最終回ではフランキー為谷が車の窓につかまっていた）。スペシャル版やTFP2017以降では、自動車の代わりに旅行券がスペシャル賞品になる場合がある。
スペシャル賞品獲得後の豪華賞品ゾーンは「ラッキーゾーン」となり、そのゾーンに矢が当たれば、用意した賞品から任意の物を1つ獲得できる。2008年11月から自動車がダーツの矢1本につき1台獲得に変更されたため「ラッキーゾーン」は事実上廃止となったが、2009年12月17日のプロ野球スペシャルの視聴者プレゼントで、7つの商品の中から4つの賞品を獲得できる形式で登場した。対抗戦の一時期は、敗北チーム向けの大当たりとなっていた。
リクエスト賞品とたわしは、そのゾーンにダーツの矢が刺されば何回でもプレゼントされる。ダーツの矢を投げた後、テレビの画面には「（賞品名）獲得」「たわし獲得」「大ハズレ」といったテロップが表示されるが、同じ賞品やたわしやハズレが複数回あった場合は、テロップの上に小さく「またまた！」（2回目）や「またまたまた！」（3回目以降）というテロップが追加される。2010年10月以降は2回目は「また」、3回目以降は「またまた」に変更された。
2011年3月20日（同年3月14日の振替）・3月21日放送分は東北地方太平洋沖地震（東日本大震災）の影響により、視聴者プレゼント分も含めたビッグチャレンジがカットされた。最終回でもビッグチャレンジは行われなかったため、レギュラー放送での事実上最後のビッグチャレンジの実施は、同年3月7日放送分となった。
ダーツの矢がダーツの的から完全に外れた場合は何も得られず（当初は「大ハズレ」と表記、後に「ハズレ」となる）、次回放送にて矢が刺さった位置に「←（名前）様（回数）」と書かれたシールが貼られ、半永久的に残されることとなる。矢が的に刺さっても、的の回転を止める前に矢が落ちた場合もハズレとなってしまう（ただし、矢の本体を残して羽の部分だけが落ちた場合はハズレにはならない）。「ムーブ」時代を含め、番組開始以来の大ハズレ第1号は「ムーブ」時代第5回の髙嶋政宏であった。
復活特番の際にも、ダーツのセットの周りに過去のレギュラー放送時に大ハズレを出した来園者の名前の記載が再現されている。ここでも以前と同じく、大ハズレとなった場合は刺した箇所に後日「←（名前）様（回数）」と書かれたシールが貼られ、半永久的に残ってしまう。これ以降は敗れた2チームの当たりゾーンがあり、そこに矢が当たった場合、当たったチームの希望賞品が与えられる。スペシャル賞品を獲得した場合は「全部」に変わり、チームの希望賞品を全て獲得できる（レギュラー時代の、視聴者向けの大当たりと同じ）。

#### 視聴者プレゼント
毎週、ゲストの挑戦が終わった後に番組宛にはがきを送った全国の視聴者の中から抽選で1人に賞品の獲得権が与えられ、ゲストが視聴者へのプレゼントのためのダーツに挑戦する。金貨獲得数とは別枠のため、ゲストの獲得金貨が0枚の場合も視聴者向けのダーツ挑戦は行われる。ゲストの1人がハガキを選出して当選者の氏名を読み上げ、別の1人がダーツを投げる。大ハズレの場合はプレゼントはなく、代わりにお詫びとしてゲストがサインを書いてプレゼントする。また、2006年4月3日放送のTBSアナウンサーSPの際にはゲストが希望した賞品をそれぞれ4人分用意し、1つは本人が持ち帰り、残り3つは視聴者へプレゼントする形が取られた。例として2007年6月18日放送で山本裕典が「全部」のゾーンに当てた事がある。
この視聴者用ダーツを行うきっかけとなったのは、ムーブ時代の第6回にて、番組宛に届いた1通のお便りからだった。このお便りを読んだ支配人が、お礼にダーツの矢を投げて当たった賞品をプレゼントしたというのが始まりで、それ以降番組では、ダーツ用の宛先を用意することになった。その翌週からは、視聴者プレゼント用の専用的（ゲストの希望商品やたわしはなく、中央も含めすべての的で何かしら良い商品が当たる仕様）が用意され、毎週1枚のお便りに対して、1本のダーツをゲストの1人が投げる現在のスタイルが形成されたが、視聴者もゲストと同じたわしつきの的になったのはムーブ時代の第9回から。この時に視聴者用の自動車プレゼントも登場し、最初の視聴者プレゼントの自動車はダイハツ・オプティであった。
1996年4月から2010年3月までは、視聴者向けの大当たりの賞品を発表する際に、石塚がダジャレ（その週のハイパーホッケーの着ぐるみやゲストにかけたダジャレが多い）を言うのが恒例だった。このシーンはたびたび瞬間最高視聴率を記録し、TBSで毎週土曜日放送の『王様のブランチ』の中の「TBS瞬間最高視聴率ランキング」で毎週のようにランクインしていた。しかし、年が経つにつれて過去のネタを使い回すことも多くなり、2010年4月以降は廃止された。

#### 賞品の自動車の変遷
『ムーブ』時代は、番組開始当初の3か月間のみダイハツ・ラガーで、その後はダイハツ・ロッキーR4に変わった。掛け声と手拍子はなく、ただティンパニロールが流れるだけだった。ダーツの的も「自動車」と言うシンプルな表記であった。また、視聴者プレゼントはダイハツ・オプティが用意されていた。
1993年4月から2010年3月までは三菱・パジェロとなり、的の表記も「パジェロ」へ変更された。また、『ムーブ』時代末期になってからは応援団（番組観覧者）による「パジェロ！パジェロ！」の掛け声と手拍子が導入され、番組の代名詞ともいえるほど広く一般に知られるようになった。当たった後はラッキーゾーンとなり、当たると好きな商品と交換が出来る。掛け声は「ラッキーゾーン！ラッキーゾーン！」となる。また、TFP2初期は、車はパジェロとFTOの2種類から選ぶこともできた。
自動車の競合他社（トヨタ自動車、日産自動車、マツダなど）が親会社あるいは、主要株主となっている団体に所属している、あるいは個人スポンサーとなっているスポーツ選手が当番組に出演した場合は、上記のこれらに配慮して他の賞品に変えたことがあった。
2004年6月に、三菱リコール隠しが発覚した際は、同社が当番組のスポンサーを一時降板したため、2004年6月28日の放送分からは、自動車ではなくラスベガス10日間の旅に変更し、同年11月1日の放送分から2006年9月までは、ランドローバー・フリーランダーが賞品となっていた（2004年6月以前に収録したものは、冒頭の商品紹介の際に収録日のテロップを挿入し、応援団が発していた「パジェロ！パジェロ！」の音声部分を、「クルマ！クルマ！」に差し替える措置が採られた。上記のリコール隠し事件発生時においても同様の措置を採った）。
また、視聴者プレゼントにおいては、ムーブ時代からTFP2初期はミラージュ、その後はパジェロミニ、パジェロジュニア、RVR、パジェロイオなどがプレゼントされたが、2004年6月以降は赤色のゾーンに書かれた自動車のゾーンが「全部」と書かれた黄色のゾーン（一時期は水色のゾーン）に変わり、そのゾーンに矢が当たればその回のゲストの希望賞品すべてをプレゼントしていた（この時、ゲストが視聴者プレゼント用のダーツを投げる際には応援団が「全部！全部！」と掛け声を発していた）。
2006年10月より三菱自動車のスポンサー復帰及び、パジェロのフルモデルチェンジに伴い、同年10月16日放送分より、パジェロが再び賞品になった。ただし、視聴者プレゼントは「全部」のままであった。2008年11月のリニューアルからは、従来ダーツの矢1本で挑戦者の人数分プレゼントされていたのが、ダーツの矢1本で1台までとなり、また、パジェロがガソリン車から、クリーンディーゼル車に変更された。
2010年4月5日放送分からは、自動車はトヨタ・パッソに変更された。応援団の掛け声も「パピプペパッソ！」（当時のパッソのCMソングから取ったもの）に変わった。視聴者プレゼントも同様にパッソとなり、約6年ぶりに視聴者プレゼントの豪華賞品が自動車に戻った形となった。

### エンディング
「ビッグチャレンジ」が終わると、出演者全員が横一列に並び、関口がゲストに感想を尋ね、ゲストが感想を述べ始めた辺りから画面下部にエンドロールが表示される。感想を述べ終えたところで、関口が「またいらしてください。どうもありがとうございました」と挨拶（場合によってはここで1人ずつ握手を交わしていた）して、翌週のゲストを告知して「開園は夜7時、また来週、さようなら!」と締めの挨拶をしたところでスタジオの引きの映像に切り替わり、画面下部にエンドカードが表示されて番組は終了した。なお、ムーブ時代は最末期を除き挨拶の後に「今月の歌」（1ヶ月毎に変わる各曜日共通のエンディング曲、同枠の項も参照）、TFP2初期は挨拶の後に提供クレジットとCMを挟んでゲストが収録後に感想や反省を述べるエンドカードとなっていた。

### 対抗戦
2009年12月10日放送分から、特別企画として実施されていた。
2チームによる対抗戦形式で、アトラクションのルールも全て2チームが対決する仕様・ルールに変更されていた。全アトラクション勝利で「グランドスラム」達成となる。
5つのアトラクションが（2009年12月10日放送分は第4アトラクションまで行われた。特番では第7アトラクションまで行われた。）実施されていた。各アトラクションでは、勝利したチームに金貨が贈られ、獲得した金貨の枚数で総合優勝チームを決定する。最後の「ハイパーホッケー」は最大2枚の金貨獲得で、逆転や同点決勝が見込めるアトラクションとなっている。
ビッグチャレンジは両チームが挑戦できるが、勝利チームは通常サイズの的で、敗北チームは通常よりもかなり小さい的で、それぞれダーツに挑戦。2009年12月10日放送分は、敗北チームのダーツの的の中央の「たわし」部分のサイズも勝ちチームと同じであったため、的で「たわし」の占めるサイズがかなり大きかったが、2010年1月14日放送分以降は、周辺に合わせて中央の「たわし」も縮小、幾分か賞品を獲得し易くなった。視聴者のダーツは、勝利チームが自チームの的で行い、「全部」に当たった場合は勝利チームの希望賞品を全部獲得となる。
2010年2月25日放送では、大幅に対抗戦のルールが改められた。5つのアトラクション行うが、2チーム対決を行うのは第4アトラクションまでされている。そこで、総合優勝を決めたチームが、獲得した金貨の増量（およびグランドスラム）を賭けたスペシャルアトラクション「ハイパーホッケー」に挑戦（敗北チームは客席で観戦）という形式に変更された。
ビッグチャレンジも、各チームの希望賞品（2010年2月25日・3月18日放送では1人1品、同年3月11日放送では1人2品）が記載された通常サイズの的が各チームに1枚ずつ用意されるが、挑戦できるのは勝ちチームのみである。敗北チームが獲得した金貨は、持ち帰りとなる。
2010年3月29日放送分からは、ハイパーホッケーまでのルールこそ変わらないものの、再び敗北チームにもビッグチャレンジへの挑戦権が与えられるようになった。2010年3月29日放送分では、ダーツ板に全チームの希望商品が書かれており、敗北チームは「スペシャル賞品」に相当する部分が、当てた人が任意の賞品を1品獲得できる「ラッキーゾーン」となっている点だけが敗北チームとの差異である。同年4月12日放送分では、敗北チームのダーツ板は勝利チームと同じ大きさではあるが、賞品エリアの外側がたわしゾーンとなり、勝利チームに比べて賞品エリアが小さくなっている。また、賞品は、個人・2人共通の希望賞品の計3つとなった。

## スペシャル版
「特別営業」と呼ばれているスペシャルは、原則として春・秋の番組改編期・年末年始に放送していた。3時間半、3時間、2時間半、2時間、1時間半のバージョンが放送されてきた。かつて1時間半ないし2時間半のバージョンでは、当時の夕方のニュース番組（『JNNニュースの森』→『イブニング・ファイブ〈全国ニュース枠は『JNNイブニング・ニュース』〉』）が30分繰り上がったことがあったが、2004年12月の「貴乃花部屋親方衆」のときは、前枠の『JNNニュースの森』が18:00 - 18:30の短縮版と年末年始編成だったため、時間繰り上げはなかった。
2001年4月から2009年3月までと2010年4月以降は、『ナショナル劇場』→『パナソニック ドラマシアター』の繋ぎとして改編期や年末年始に2週連続または2回スペシャルが放送されることもあった。
スペシャル時はゲストメンバーの人数が通常時より多人数で、アトラクション数も通常より多くなることがある。スペシャルならではのアトラクション「アーケード」も登場したり、アトラクション自体が、チームや放送時期にちなんだ装飾が施される場合もあった。「ビッグチャレンジ」における豪華賞品もいつもの自動車とは異なった賞品が用意されることもあった。
これまでに、以下のチームなどが出演した。
支配人・従業員が自ら挑戦（■は支配人・従業員）
- 関口宏■と渡辺正行■ - 1993年9月20日。『ムーブ』時代最終回の通常放送。
- コント赤信号としての渡辺正行■ - 1999年10月11日。通常放送。渡辺の妻も観覧。
- チーム・ホンジャマカ - 2010年1月28日。ワタナベエンターテインメントより、ホンジャマカ■、にしおかすみこ、山本高広、フォーリンラブ、我が家が登場。通常放送。

アイドルユニットおよび芸能人グループ
- SMAP - 1995年9月25日と2003年1月2日に来園。1回目は当時メンバーだった森且行も出演していた（翌年にSMAP脱退）。またこの回から「アーケードx」（この時は、「SMAPスペシャルファイブ」というゲーム名）が初登場。2回目は「GOLD」と題し、OP・EDおよびアトラクションの合間に、豪華なセットが置かれた控え室で作戦会議を行っていた。控え室のシーンのみ、当時中居正広が出演していた『うたばん』のスタッフが関わっていて、演出・テロップも同様となっている。なお、このセットは『うたばん』や翌年1月2日の『ぴったこカン・カンvsSMAP SMAP勝ったらビッグハットをあげますSP』でも使用されている。
- TOKIO - 1997年9月29日と2003年10月6日のスペシャルに5人全員で来園。2001年ファイトTV24・やればできるさ!の1コーナーで年長3人が来園。
- V6 - 1996年9月30日、2005年9月26日に来園。
- 嵐 - 2008年3月31日。グランドスラムを達成するが、後述通り9枚の金貨の内7枚がたわしになってしまった。

上記ジャニーズグループは、OPで持ち歌を歌うことが慣例だった。(1996年9月30日のV6と2003年1月2日のSMAPを除く)
- モーニング娘。 - 2000年12月30日SAMBA・TVの1コーナーで来園。その後、2002年9月23日のスペシャル（この日は後藤真希の卒業の日）にも来園した。この時はクリアするごとに2枚（ハイパーホッケーは3枚）の特殊ルールが採用された。
- EXILE - 2009年4月2日来園。
- KARA - 2010年11月29日来園[46]。
- 若手歌舞伎俳優 - 1997年10月6日。尾上辰之助、尾上菊之助、市川亀治郎、市川新之助。この回のみ、副支配人の渡辺は、歌舞伎に合わせて鏡獅子の格好で登場。
- しんすけ組（紳助豪遊仲間） - 1998年9月28日。島田紳助、トミーズ雅、風見しんご、永島昭浩、松澤一之、唐渡亮
- 堺正章とゴルフ仲間チーム - 2000年10月2日。堺正章、小堺一機、山下真司、柴俊夫、西岡徳馬、保阪尚希
- アッコ&紳助チーム - 2002年3月25日。和田アキ子、島田紳助、高田純次、松村邦洋、池谷幸雄、島崎和歌子
- くりぃむしちゅーとおいしい仲間 - 2005年3月28日。くりぃむしちゅー、YOU、優香、アンタッチャブル
- 宝塚歌劇団・雪組「AQUA5（水夏希・彩吹真央・音月桂・彩那音」 - 2009年2月23日[47]・2010年4月5日[48]・この番組がAQUA5として最後のテレビ出演となる。また客席を雪組の組員が占拠、番組史上初の「貸し切り営業」[48]となる。
- 滝沢秀明・ジャニーズJr - 2010年9月20日。客席がジャニーズJr.104人が占拠、「貸し切り営業」となる。
- 郷ひろみとアチチな仲間たち - 2010年10月4日。郷ひろみ・天野ひろゆき・梶原雄太（キングコング）・具志堅用高・小島よしお・椿鬼奴・日村勇紀が来園。

事務所単位で出演
- 吉本興業 - 1995年4月3日、1999年10月4日に来園。1回目は桂三枝、池乃めだか、西川のりお、今いくよ、山崎邦正。2回目は間寛平、東野幸治、山崎邦正、ココリコ
- 東宝芸能 - 1996年4月8日(高島忠夫一家が来園)、1998年3月30日古手川祐子、水野真紀、生田智子、秋篠美帆
- 太田プロダクション - 1997年3月24日。山田邦子、笑福亭笑瓶、ダチョウ倶楽部、松村邦洋
- WAHAHA本舗 - 1997年12月22日。佐藤正宏、梅垣義明、柴田理恵、久本雅美
- ネプチューン＆TIM - 1999年3月22日。ワタナベエンターテインメントオープニングではメンバー全員が関口支配人に扮装して登場、TIMは人文字で「宏」を表現、堀内健はボケで「トラベルチャンス!!」と発した。
- オスカー美女軍団 - 2004年3月29日 オスカープロモーションより、米倉涼子、上戸彩、菊川怜、佐藤藍子、石川亜沙美、田丸麻紀。

スポーツチーム
野球
- プロ野球OB - 1994年12月26日。田淵幸一、高橋慶彦、江本孟紀、加藤博一、小林繁、香川伸行
- アテネオリンピック野球日本代表“長嶋ジャパン” - 2005年1月2日。宮本慎也、和田一浩、小笠原道大、清水直行、上原浩治、三浦大輔、石井弘寿、和田毅、岩隈久志

サッカー
- ラモスとその仲間たち - 2000年3月27日。ラモス瑠偉、松木安太郎、金田喜稔、水沼貴史、柱谷幸一、都並敏史が来園。
- サッカー日本代表“ジーコジャパン” - 2005年12月26日。福西崇史、田中誠、宮本恒靖、三都主アレサンドロが来園。大黒将志も来園を予定していたが「ウォールクラッシュ」のリハーサル中に右足をひねり、来園を見合わせた。

相撲
- 大相撲関取チーム - 1996年3月25日。舞の海、安芸乃島、旭道山、寺尾、霧島、貴闘力
- 大相撲チーム - 1996年12月30日。 武蔵丸、水戸泉、小錦、武双山、魁皇、剣晃
- 貴乃花部屋親方衆 - 2004年12月27日。貴乃花、常盤山、大嶽、音羽山、花田景子

その他のスポーツ
- プロゴルファーチーム - 1996年9月23日。丸山茂樹、深堀圭一郎、室田淳、小達敏昭、横田真一、田中秀道、佐々木久行
- レーサーチーム - 1998年12月21日。土屋圭市、鈴木亜久里、片山右京、近藤真彦。オープニングでは、それぞれゴーカートに乗って登場。
- バレーボール全日本女子“柳本ジャパン” - 2006年10月9日。グランドスラム達成。
- 世界陸上チーム - 2007年3月26日
- K-1 Dynamite!! 格闘家軍団 - 2007年12月24日
- フィギュアスケーターチーム - 2009年5月7日。織田信成、安藤美姫、小塚崇彦、浅田真央
- 水泳日本代表 - 2009年8月20日。松田丈志、入江陵介、内田翔、古賀淳也、酒井志穂、立石諒

複数のスポーツのアスリート
- スポーツ美女チーム - 1998年3月23日。陣内貴美子、谷川真理、中田久美、高倉麻子、原田裕子、奥野史子
- 松岡修造率いるアスリートチーム - 2003年3月31日。松岡修造、鈴木大地、武田修宏、荻原健司、小谷実可子、伊達公子
- 北京オリンピックメダリスト - 2008年9月29日。吉田沙保里、太田雄貴、坂井寛子、松田丈志ほか　スペシャル商品モルディブ旅行獲得。

TBS系列の番組出演者チーム
ドラマ・映画
- 『水戸黄門』1994年9月26日 初のスペシャル版。第23部のメンバーが来園したが、風車の弥七役の中谷一郎はリハビリ中のため不参加、同部第34話より復帰。グランドスラム達成。この回のみ、副支配人の渡辺も時代劇の服装で登場。
- 『渡る世間は鬼ばかり』 - 1995年3月27日、2001年3月26日、2002年9月30日、2004年9月27日、2006年3月27日。
- 『長男の嫁2』 - 1995年10月2日。浅野ゆう子、石田純一、佐野史郎、山口達也、矢田亜希子、野際陽子
- 『ふぞろいの林檎たち』 - 1997年3月31日。柳沢慎吾、中島唱子、吉行和子、高橋ひとみ、国広富之
- 『里見八犬伝』 - 2006年1月2日。滝沢秀明、佐藤隆太、小澤征悦、照英、山田優、勝地涼、山下翔央
- 映画『涙そうそう』 - 2006年9月25日。 妻夫木聡、長澤まさみ、塚本高史、普久原明。このときは、フラッシュザウルスがフラッシュシーサーになるなど、アトラクションが沖縄仕様になっていた。尚途中、同じドラマの出演者の小泉今日子と土井裕泰監督から土井関口をはじめとした出演者にソーキそばとタコスが振舞われた[注釈 28]。
- 『花より男子2（リターンズ）』 - 2006年12月25日。 井上真央、松本潤、小栗旬、松田翔太、阿部力。このときは、クリスマスにちなんでアーケードゲームがクリスマス仕様になり、第4アトラクションのストッパーキューブリッジ終了後、同じドラマの出演者、小林すすむ、石野真子、冨浦智嗣からクリスマスケーキと団子の差し入れが振る舞われた。
- 『3年B組金八先生』 - 2007年9月24日。 武田鉄矢、杉田かおる、三原じゅん子、風間俊介、本仮屋ユイカ、中尾明慶、濱田岳
- 『流星の絆』 - 2008年10月6日。 二宮和也、錦戸亮、戸田恵梨香、要潤、設楽統
- 映画『ROOKIES-卒業-』 - 2009年5月28日 佐藤隆太、市原隼人、小出恵介、城田優、中尾明慶、高岡蒼甫、桐谷健太、佐藤健、五十嵐隼士、川村陽介、尾上寛之

バラエティ・情報番組
- 『はなまるマーケット』 - 1998年10月5日。岡江久美子、薬丸裕英、早見優、Take2、斎藤哲也
- 『ウンナンのホントコ!』 - 2001年10月1日。ウッチャンナンチャン、柳沢慎吾、三村マサカズ、山田花子、優香
- 『日立 世界・ふしぎ発見!』 - 2003年9月29日 グランドスラム達成
- TBSアナウンサーチーム - 2006年4月3日 安東弘樹、海保知里、久保田智子、川田亜子、小林麻耶、青木裕子
- 『ウンナン極限ネタバトル! ザ・イロモネア 笑わせたら100万円』 - 2009年10月15日 ウッチャンナンチャン、有吉弘行、いとうあさこ、板倉俊之（インパルス）、オードリー、狩野英孝、小島よしお、ザブングル、バナナマン、森三中、我が家が出演。狩野・板倉・ザブングルは途中退場、入れ代わりでいとう・オードリー・バナナマンが加入した。ウォールクラッシュ、ビッグチャレンジを除き、イロモネアステージをクリアした芸人のみがアトラクションに挑戦できる特別ルール。

対抗戦スペシャル
- トップアスリート軍団4チーム対抗戦 - 2009年1月1日。 ゴルフチーム対世界選抜チーム対OB・OGチーム対野球チーム。優勝チームにはカリブ海クルーズ11日間の旅が贈られた。ルールについては東京フレンドパークのアトラクション一覧#2009元日SPを参照。
- ハンチョウチーム対ブラッディマンディチーム - 2010年1月14日[49]
- バンクーバーオリンピックチーム対タンブリングチーム - 2010年3月29日

総集編および最終回
- 新春特別版!10周年だな!お年玉スペシャル - 2003年1月2日。
- 10周年だな!愛と友情の好珍プレー来園1200人大公開SP - 2003年9月26日。スーパーフライデー枠で放送。過去に来園したゲストの好珍プレーとダーツに挑戦!でパジェロが当たった視聴者にパジェロを届ける様子が放送された。道中では、なぜかメンバーが回転寿司に立ち寄って食事をしたり、ゲームセンターに寄り、関口＆渡辺vsホンジャマカのホッケー対決もあった。
- 新春特別開園スペシャル - 2009年1月1日。トップアスリート軍団4チーム対抗戦とともに放送。過去に来園したゲストの好珍プレーのベスト30、ウォールクラッシュクラシック（過去にこんな人が飛んでいたのを紹介）が放送された。
- 最終回生放送スペシャル - 2011年3月28日。ウォールクラッシュ、フラッシュザウルス、ネヴァーワイプアウト、ストッパーキューブリッジ、ハイパーホッケーの好珍プレーと出演ゲストの最後のアトラクション挑戦が放送された。

### プロ野球スペシャル
1995年からは毎年恒例で、プロ野球選手によるチームがフレンドパークのアトラクションに挑戦している。出演するのは主に同年の日本シリーズ優勝チームである（1995年、1997年-2003年、2009年は年末最終放送のゲストがこの年の日本シリーズ優勝チームの選手となっていた）。チームと結果（アトラクション数と獲得金貨枚数）は次の通り。
- 1995年12月25日 - ヤクルトスワローズ（5アトラクション6枚）
- 1996年12月23日 - 読売ジャイアンツ（川口、槙原、宮本、斎藤、木田、元木・4枚） ※リーグ優勝。同年の日本一チームはオリックスブルーウェーブ
- 1997年12月29日 - ヤクルトスワローズ（9アトラクション12枚） ※プロ野球スペシャルで史上初のグランドスラム　※獲得金貨最高枚数
- 1998年12月28日 - 横浜ベイスターズ（石井琢、波留、鈴木尚、谷繁、斎藤隆、島田・9アトラクション8枚）佐々木は怪我のため出場辞退したがVTR出演した。
- 1999年12月27日 - 福岡ダイエーホークス（秋山、柳田、小久保、村松、井口、篠原・9アトラクション7枚）
- 2000年12月25日 - 読売ジャイアンツ（5枚）
- 2001年11月12日 - 大阪近鉄バファローズ（タフィ、中村、礒部、前川、2枚）※リーグ優勝。※通常放送
- 2001年12月24日 - ヤクルトスワローズ（7アトラクション9枚）※チームとしては2度目のグランドスラム
- 2002年12月23日 - 読売ジャイアンツ（仁志、條辺、斉藤、元木、真田、阿部・6枚）
- 2003年12月29日 - 福岡ダイエーホークス（井口、岡本、柴原、斉藤和、和田、川﨑、新垣、田口・7アトラクション11枚）
- 2004年1月3日 - 阪神タイガース（金本、片岡、秀太、吉野、金澤、広澤・7アトラクション9枚）※リーグ優勝
- 2005年11月21日 - 千葉ロッテマリーンズ（清水、小林宏、里崎、今江、西岡・6枚）※通常放送。アジアシリーズ優勝翌日（2005年11月14日）に収録したため、同決勝戦で故障した今江は一部アトラクションのみの参加。
- 2006年11月27日 - 北海道日本ハムファイターズ（金子、稲葉、森本、田中賢、八木・5枚）※通常放送
- 2008年12月1日 - 埼玉西武ライオンズ（石井一、涌井・3枚）※通常放送
- 2009年12月17日 - 読売ジャイアンツ（内海、亀井、越智、山口、松本、東野、坂本・5枚）※通常放送
- 2010年12月13日 - 千葉ロッテマリーンズ（井口、里崎、今江、西岡、清田・3枚）※通常放送。

日本シリーズ制覇やリーグ優勝とは関係なく来園
- 2010年2月18日 - 横浜ベイスターズ（清水、内川、吉村・2枚） 対 埼玉西武ライオンズ（石井一、片岡、中島・3枚）※通常放送。プロ野球スペシャル初の対抗戦。
- 2011年1月10日 -  読売ジャイアンツ（内海、山口、松本、東野、坂本、長野・9枚）※通常放送

※槙原寛己は1996年のプロ野球スペシャルの他、通常放送で4回。またスポーツチーム対抗戦で野球チーム主将として、この番組の6回の出場記録を持っている。
※2004年日本シリーズ優勝時の西武は、同グループ企業の西武鉄道に不祥事が発覚した時期だったため出場していない。また中日ドラゴンズの選手については、球団側が在籍選手のキー局制作のバラエティ番組への出演（特に団体出演）に消極的だったためか、一度も呼ばれなかった（チームとしても、日本代表メンバーとしても）。また広島東洋カープの選手についても、放送当時は優勝から遠ざかるなど低迷していたことや、中日と同じく球団側が在籍選手の在京キー局の番組への出演に消極的だったことから出演実績がなかった。なお、両チームの選手やOBは、後年の『炎の体育会TV』や『ジョブチューン アノ職業のヒミツぶっちゃけます!』には出演することがある。

## ミニ番組
1999年4月より、来園者のインタビューをメインとしたミニ番組を開始。『後のまつり』は月曜日時代の本編放送後に、『ナビっち』は木曜日時代の本編開始前に放送している。TBSではすべての番組を通してエフ・ジェー・ネクストの一社提供。

### 後のまつり（第1期）
本編終了後の19:54から（実際には19:55 - 19:56）放送された（新聞等の番組表では特記されていないものの、編成上は別番組となる）。2005年3月までは北陸放送でも放送されていた。
従業員・西秋元喜が当日の来園者の楽屋を訪れ、来園者とその日の活躍を振り返るトークが中心。映画や舞台などのチームで来園した場合、番組本編ではなくここで宣伝が行われるケースがほとんどである。
重大なニュースが入った場合はニュースに差し替えられる。特別営業や20:00から1時間以上の特番が組まれた場合は、この時間帯に『JNNフラッシュニュース』を放送したため休止した。

### ナビっち → もうすぐ関口宏の東京フレンドパークII
2009年春の放送枠移動を期に、19:50からミニ番宣番組『ナビっち』内で同年4月23日開始（実際は4月2日に開始）。その後6月末で『ナビっち』木曜の放送が終了したのに伴い、番組表上では『関口宏の東京フレンドパークII』の放送開始時間が5分繰り上がる形式になっている。
TBSテレビ以外では、新潟放送・北陸放送・中部日本放送（現・CBCテレビ）でも放送されていた。
内容は、2002年春に月曜18:55開始へ変更された当初設けられていた、従業員で当時TBSアナウンサーの小林豊による来園者インタビューの復活版を放送していたが、同年秋にはインタビューがなくなり、オーソドックスな本編予告になった。

### 後のまつり（第2期）
月曜19時台に戻った2010年4月12日より「後のまつり」も復活したが、第1期と違って番組表等にも掲載されるようになり、名実共に単独番組となったのに加え、2時間SPなどの場合でも放送されるようになった。インタビュアーは同時期に新従業員となった当時TBSアナウンサーの田中みな実に交代した。TBSテレビ（関東ローカル）のみ放送された。

## グランドスラム関連の記録

### グランドスラム達成者
グランドスラムを達成したゲストは全52組。また、開園した1992年と1995年と1998年とチーム対抗戦SPでは1組もいなかった。そのうち、リクエスト賞品および豪華賞品（たわしを除いて）を1つも獲得出来なかったのは榊原郁恵と井森美幸（2007年11月5日放送分）のみ、車およびスペシャル賞品を射止めたのは11組である。なお放送回数は「TFP2」でのレギュラー放送のカウントとし、放送年度は当年4月から翌年3月までとする。 
『ムーブ』時代（1組）※1992年10月 - 1993年9月まで。
- 小柳ルミ子・大澄賢也（1993年5月17日・第29回）
『ムーブ』時代唯一のグランドスラム。

1994年（4組）
- 定岡正二・角盈男（1994年9月5日・第22回）
「TFP2」初のグランドスラム。
同時にビッグチャレンジで「パジェロ」とのW獲得も達成する。
- 水戸黄門チーム（佐野浅夫、あおい輝彦、伊吹吾郎、高橋元太郎、由美かおる、野村将希）（1994年9月26日）※スペシャル版
- 見栄晴・前田耕陽（1994年10月31日・第28回）
- 秋山幸二・松村雄基（1994年12月12日・第34回）

1995年（0組）
1996年（2組）
- 高樹沙耶・財前直見（1996年4月15日・第92回）
- 寺尾聰・西山浩司（1996年8月12日・第108回）
同時にビッグチャレンジで「パジェロ」とのW獲得も達成する。

1997年（3組）
- 村田雄浩・香川照之（1997年2月10日・第130回）
- 城彰二・小菅麻里（1997年12月15日・第170回）
- ヤクルトスワローズチーム（野村克也、古田敦也、高津臣吾、田畑一也、川崎憲次郎、伊藤智仁、石井一久）（1997年12月29日）番組史上最多金貨12枚獲得。※スペシャル版

1998年（0組）
1999年（5組）
- 中山雅史・大林素子（1999年1月25日・第217回）
- 柴田理恵・おさる（1999年3月1日・第222回）
- 九重親方・千代大海龍二（1999年3月8日・第223回）
史上初の2週連続グランドスラム。

- もんたよしのり・グッチ裕三（1999年5月10日・第231回）
- 中条きよし・堤大二郎（1999年6月7日・第235回）
同時にビッグチャレンジで「パジェロ」とのW獲得も達成する。

2000年（3組）
- 工藤公康・薬丸裕英（2000年1月24日・第264回）
この回からグランドスラム達成の瞬間のCGが変更（※BGMはそのまま）。同時にビッグチャレンジで「パジェロ」とのW獲得も達成する。
- ともさかりえ・藤原竜也（2000年4月10日・第273回）
- 東幹久・立河宜子（2000年7月24日・第287回）

2001年（3組）
- 佐々木主浩・谷繁元信（2001年2月12日・第312回）
- 加藤晴彦・優香（2001年4月9日・第318回）
同時にビッグチャレンジで「パジェロ」とのW獲得も達成する。
- ヤクルトスワローズチーム（古田敦也、高津臣吾、池山隆寛、石井一久、宮本慎也、山本樹）（2001年12月24日)※スペシャル版
チームとしては2度目のグランドスラム。古田、高津、石井はそろって番組初の2度目のグランドスラムを達成。同時にビッグチャレンジで「スペシャル賞品」とのW獲得も達成する。

2002年（2組）
- 片平なぎさ・吉沢悠（2002年1月7日・第352回）
同時にビッグチャレンジで「パジェロ」とのW獲得も達成する。
- ウルトラキャッツ（内村光良、ウド鈴木、大竹一樹、ジニー・リー）（2002年6月10日・第372回）

2003年（6組）
- 高橋克典・賀集利樹（2003年2月3日・第401回）
- 中村勘太郎・中村七之助（2003年6月23日・第418回）
- 中西哲生・中村俊輔（2003年7月14日・第421回）
同時にビッグチャレンジで「パジェロ」とのW獲得も達成する。
- 日立 世界・ふしぎ発見!チーム（2003年9月29日）※スペシャル版
野々村は5年前の逆グランドスラムからアトラクション全てクリアし、グランドスラムを達成した。
- 水戸黄門チーム（由美かおる・原田龍二・合田雅吏）（2003年12月15日・第439回）
由美は史上4人目の2度目のグランドスラム。同時にビッグチャレンジで「パジェロ」とのW獲得も達成する。
- 山本圭壱（極楽とんぼ）・石井一久（2003年12月22日・第440回）
難関アトラクション「デリソバゴールド」を初めてクリアしたペアでもある。石井は3度目と番組最多記録。史上2度目の2週連続グランドスラム。

2004年（2組）
- 濱田マリ・京野ことみ（2004年5月10日・第456回）
- 寺島しのぶ・須藤理彩（2004年7月5日・第464回）

2005年（2組）
- 平山あや・山田優（2005年1月10日・第486回）
- WaT（2005年5月9日・第502回）

2006年（3組）
- パンツェッタ・ジローラモ・山口もえ（2006年8月21日・第559回）
1年3ヶ月ぶりのグランドスラム達成。この回からグランドスラム達成の瞬間のCGとBGMが変更（※CGは2回目）。
- ソニン ・hiro （2006年9月4日・第561回）
- 全日本女子バレーボールチーム （2006世界バレー・開幕直前スペシャル）（2006年10月9日）※スペシャル版

2007年（4組）
- モンキッキー（現・おさる） ・関根麻里 （2007年3月19日・第584回）

難関アトラクション「ストッパーキューブリッジ」を初めてクリアしたペアでもある。おさる（モンキッキー）は史上5人目の2度目のグランドスラム。
- 二宮和也・櫻井翔（いずれも嵐）（2007年7月2日・第598回）
同時にビッグチャレンジで「パジェロ」とのW獲得も達成する。
- 榊原郁恵・井森美幸（2007年11月5日・第612回）
グランドスラム達成者で唯一ビッグチャレンジでの獲得商品なし。
- 伊達公子・ミハエル・クルム（2007年11月12日・第613回）
夫婦で参加してグランドスラム達成。ハイパーホッケーで場外のハプニングがあったものの、逆転勝利。史上4度目の2週連続グランドスラム。

2008年（6組）
- 上田桃子・諸見里しのぶ（2008年1月7日・第619回）
- 西堀健実・浅尾美和（2008年2月25日・第626回）
- 嵐（大野智、櫻井翔、相葉雅紀、二宮和也、松本潤）（2008年3月31日）※スペシャル版
大野、相葉、松本が初、二宮・櫻井は2度目のグランドスラム。しかし、9枚の金貨のうち7枚をたわしに変えてしまった。

- 白鵬翔・内藤大助（2008年6月2日・第638回）
同時にビッグチャレンジで「パジェロ」とのW獲得も達成する。
- 松嶋尚美（オセロ）・谷原章介・山田親太朗（2008年6月16日・第640回）
- 長野博（20th Century）・吉本多香美・五十嵐隼士（2008年9月15日・第653回）
難関アトラクションである「ストッパーキューブリッジ」・「ブンブンボウリング」の両方をクリアした。

2009年（1組）
- 香里奈・DAIGO・吉高由里子（2009年1月12日・第665回）※月曜日時代第1期最後のグランドスラム

2009年（木曜日時代）（1組）
- 倖田來未・misono（2009年5月14日・第677回）※木曜日時代唯一のグランドスラム
女性姉妹でのグランドスラム。

2010年（1組）
- ウエンツ瑛士・安藤美姫（2010年7月19日・第724回）※月曜日時代第2期最初のグランドスラム。
ウエンツは2005年5月9日にWaTとして出演して以来2度目のグランドスラム達成（2度目のグランドスラムは史上8人目）。

- 朝青龍・吉田沙保里（2011年2月28日）
最後のグランドスラム。

### 逆グランドスラム達成者（TFP2以降）
アトラクションを1つもクリアできなかったチーム。『ムーブ』時代は逆グランドスラム達成者はなし。
- 大仁田厚・ぜんじろう（1994年11月14日・第30回）
番組初の逆グランドスラム。渡辺が「1投だけ投げさせてあげる」と言ったビッグチャレンジは視聴者用であったが、視聴者に車を当てた。
- 田村英里子・島崎和歌子（1994年12月19日・第35回）
その上視聴者用のビッグチャレンジは大ハズレとなってしまう。
- 久本雅美・瀬戸朝香（1996年9月16日・第113回）
- 加賀まりこ・野々村真（1998年7月6日・第195回）
前述通り、野々村は2003年9月29日に日立 世界・ふしぎ発見!チームでグランドスラムを果たした。
- 山城新伍・梅宮辰夫（1999年4月26日・第229回）
- 徳井優・筧利夫（2000年5月8日・第277回）
- 京本政樹・吉本多香美（2000年8月28日・第292回）
吉本は野々村に続き、2008年9月15日にグランドスラムを果たした。
- デーブ・スペクター・曙太郎（2002年5月6日・第367回）
- 間寛平・村上ショージ（2002年7月1日・第375回）
- 山口智充・大森玲子（2002年9月16日・第386回）
- いとうまい子・友近（2005年5月16日・第503回）
対抗戦を除くと最後の逆グランドスラム[50]。さらに、視聴者用のビッグチャレンジは真ん中ではない所のたわしとなってしまった。
- 雨上がり決死隊（2010年2月25日・第706回）
唯一、対抗戦での逆グランドスラム。FUJIWARAとの対抗戦だったが、FUJIWARAはホンジャマカに敗れたためグランドスラムにはなっていない。

また、さまぁ〜ず(2001年2月26日・第314回)や布施明・華原朋美（2005年4月11日・第498回）のように、結果的にはアトラクションを1つもクリアしていない逆グランドスラムだが、スペシャルチャレンジの成功で金貨一枚を手に入れたというケースもある。

### ゲームをすべてクリアした上で、ダーツでパジェロを獲得したペア
- 定岡正二・角盈男（1994年9月5日）
- 寺尾聰・西山浩司（1996年8月12日）
- 中条きよし・堤大二郎（1999年6月7日）
- 工藤公康・薬丸裕英（2000年1月24日）
- 加藤晴彦・優香（2001年4月9日）
- 片平なぎさ・吉沢悠（2002年1月7日）
- 中西哲生・中村俊輔（2003年7月14日）

出典は

## スタッフ

### 復活特番
- 構成：原すすむ、恒川省三、矢野了平、片岡章博
- ナレーター：真地勇志
- TM：長谷川晃司
- TD：丹野至之
- カメラ：寺尾昭彦
- VE：藤本剛
- 音声：小澤義春
- 照明：高木亘
- 編集：小川義也
- MA：横田良孝
- 音効：新谷隆生
- 美術プロデューサー：中西忠司
- 美術デザイン：金子靖明、藤井豊
- 美術制作：渡邊秀和
- 装置：鈴木匡人
- 操作：山本晃靖
- 電飾：田谷尚教
- 特殊装置：戸田秀由
- 装飾：田村健二
- 持道具：宮路あさみ
- 衣装：岡崎貴子
- メイク：田中智子
- スタイリスト：おおえひろあき
- CG：たかくらかずき、大隅良太郎
- 公開担当：松元裕二
- 宣伝：眞鍋武、清水由花
- 編成：高橋正尚
- TK：田中理奈子
- デスク：松崎由美
- リサーチ：ビスポ、フォーミュレーション
- AD：中武絵利、河野昌美、山本敦美、桜井佑莉、由良朋子
- AP：鈴木愛子、荒井美妃、橋本美和、古川亜希子、好田康智、水上智栄子
- ディレクター：杉山貴久、阿部義彦、高山和也、小栗涼、田口雅治、河本誠司、飯塚一志、中山暢浩
- 総合演出：大松雅和
- プロデューサー：金原将公
- 製作著作：TBS

### 最終回時点
- 構成：原すすむ、恒川省三、池田裕幾、杉山王郎、村上知行、高木英幸、黒田順子、三好千春、南恵子、海老根豊、今瀧博之、石津聡、酒井健作
- 問題：道蔦岳史
- 音楽：大森俊之、服部隆之
- TM：丹野至之（以前は調整→TD担当）
- TD：寺尾昭彦（以前はカメラ担当）
- カメラ：早川征典
- VE：水谷享介、高橋康弘
- 音声：小澤義春、森和哉、宍戸創
- 照明：高木亘、佐藤友泰
- 編集：小川義也
- MA：横田良孝
- 効果：新谷隆生
- 美術プロデューサー：渡邊秀和（以前は美術制作担当）
- 美術デザイナー：石井健将
- 特殊装置：山田敏章、戸田秀由
- 装置：鈴木匡人
- 装飾：田村健治
- 電飾：澤田稔
- 持道具：貞中照美
- 衣裳：岡崎貴子
- CG：岩崎和弘
- ゲーム制作：Jammy
- 衣裳協力：ナイキ
- 協力：TRIM
- ソフト協力：トレンディ
- 公開担当：松元裕二、廣中信行（どちらか1人で担当、2人同時担当もある、現在は松元が多い）
- TK：田中理奈子
- 編成：宮尾毅
- AP：橋本美和、水上智栄子
- ディレクター：阿部義彦、杉山貴久、田村恵里、小林礼治
- チーフディレクター：渡辺信也
- プロデューサー：木田将也（以前はディレクター）
- チーフプロデューサー：近藤誠
- 製作著作：TBS[注釈 31]

### 過去
- 制作→チーフプロデューサー：森本仁郎→渡辺香→鶴岡滋之→荒井昌也→利根川展（利根川→以前はプロデューサー）
- プロデューサー：石川滋（初代・立ち上げプロデューサー）、本村隆、赤木準平、吉田啓良、鈴木孝之→鶴岡滋之→鈴木聡（以前はチーフディレクター）→西川永哲（吉田・鈴木孝・西川→以前はディレクター）
- 総合プロデューサー：深尾隆一
- チーフディレクター：加藤嘉一→中野匡人
- ディレクター：内藤宏之、安田淳、吉橋隆雄、玄馬康志、田代秀樹、大木真太郎、江本稔、安江圭、富田瑞穂、篠塚純、黄地久美子、福岡大司、浦城義明、大松雅和、石橋孝之、時松隆吉、宮尾益実、高岡滋紀
- AP：小笠原知宏
- 編成：村口太郎
- 構成：雫弘幸、乾雅人、三浦昭彦、塚田均、高橋奈津子、竹内きよのり、山田晃子、岩沢俊之、笹川勇
- 音楽：服部隆之（1999年のBGMリニューアルから2005年9月の再リニューアルまで）、吉田治シルバーライニング
- 技術：青木葉吉樹、佐藤賢二郎、安藤健治、中澤健、伊東修、金澤健一
- TM：中澤健、鳥井隆
- TD：中澤健、伊東修
- カメラ：小山内義紀
- 調整→VE：長谷川晃司
- 調整：大口修、高松央、奥村秀樹、島貫洋、形山晋治
- 音声：守屋慎司、高橋進、平井郁雄、若山寛、菅沼智博、米倉敦、菅原正巳
- 照明：正木正登、伊倉邦夫、辻淳一
- 編集：佐藤敦成、松尾茂樹、沢川淳、菅野淳悟、新井直樹、山本雅英
- MA：伊東忠美、斉藤義弘
- CG：長沼孝仁、渡辺竜実
- 美術プロデューサー：西川光三
- 美術デザイナー：藤井豊
- 美術制作：渡辺秀和、川崎光紘、篠原麻希
- 装置：早坂和憲、小穴健一
- 装飾：増田豊、芳賀基広、竹原丈二、門間誠
- 電飾：片平達也、田谷尚教
- 衣裳：早船光則、小林善成
- 公開担当：平澤眞、田中治
- ソフト協力：フォース

## 関連ゲーム
この番組は2000年代に体感ゲームなどをはじめとしてコンピュータゲーム化されている。発売ラインナップは以下の通り。なお、ゲーム版は従業員は支配人・副支配人・ホンジャマカのみである（Wii版のみ女性従業員も登場）。携帯サイト「TBSゲームパーク」にも本作を参考にしたflashゲームが利用者に複数提供されている。
以下に示した物以外にも、セガサターン専用ソフトとして、「デリソバデラックス」がゲーム化されたこともあった（ケイブ開発）。視聴者プレゼントされたが、非売品。

### 体感ゲーム
- 東京フレンドパークII～フレンドパークへあそびにいこう!! ～（エポック社）　2003年7月発売
- 東京フレンドパークIIスペシャル!～フレンドパークへみんなでいこう!!～（エポック社）　2005年9月3日発売
- 東京フレンドパークIIパーフェクト!～めざせ!グランドスラム～（エポック社）　2007年7月21日発売

### ゲームソフト
- 東京フレンドパークⅡ～DSで鍛える運動脳力～（ロケットカンパニー/ニンテンドーDS）　2006年11月30日発売
- 東京フレンドパークⅡ決定版～みんなで挑戦！体感アトラクション～（スパイク/Wii）　2009年12月3日発売

## ネット局
レギュラー放送終了時点
| 放送地域       | 放送局                    | 系列           | 放送時間           | ネット状況 |
| -------------- | ------------------------- | -------------- | ------------------ | ---------- |
| 関東広域圏     | TBSテレビ（TBS）          | TBS系列        | 月曜 19:00 - 19:55 | 制作局     |
| 北海道         | 北海道放送（HBC）         | TBS系列        | 月曜 19:00 - 19:55 | 同時ネット |
| 青森県         | 青森テレビ（ATV）         | TBS系列        | 月曜 19:00 - 19:55 | 同時ネット |
| 岩手県         | IBC岩手放送（IBC）        | TBS系列        | 月曜 19:00 - 19:55 | 同時ネット |
| 宮城県         | 東北放送（TBC）           | TBS系列        | 月曜 19:00 - 19:55 | 同時ネット |
| 山形県         | テレビユー山形（TUY）     | TBS系列        | 月曜 19:00 - 19:55 | 同時ネット |
| 福島県         | テレビユー福島（TUF）     | TBS系列        | 月曜 19:00 - 19:55 | 同時ネット |
| 山梨県         | テレビ山梨（UTY）         | TBS系列        | 月曜 19:00 - 19:55 | 同時ネット |
| 新潟県         | 新潟放送（BSN）           | TBS系列        | 月曜 19:00 - 19:55 | 同時ネット |
| 長野県         | 信越放送（SBC）           | TBS系列        | 月曜 19:00 - 19:55 | 同時ネット |
| 静岡県         | 静岡放送（SBS）           | TBS系列        | 月曜 19:00 - 19:55 | 同時ネット |
| 富山県         | チューリップテレビ（TUT） | TBS系列        | 月曜 19:00 - 19:55 | 同時ネット |
| 石川県         | 北陸放送（MRO）           | TBS系列        | 月曜 19:00 - 19:55 | 同時ネット |
| 中京広域圏     | 中部日本放送（CBC）       | TBS系列        | 月曜 19:00 - 19:55 | 同時ネット |
| 近畿広域圏     | 毎日放送（MBS）           | TBS系列        | 月曜 19:00 - 19:55 | 同時ネット |
| 鳥取県・島根県 | 山陰放送（BSS）           | TBS系列        | 月曜 19:00 - 19:55 | 同時ネット |
| 岡山県・香川県 | 山陽放送（RSK）           | TBS系列        | 月曜 19:00 - 19:55 | 同時ネット |
| 広島県         | 中国放送（RCC）           | TBS系列        | 月曜 19:00 - 19:55 | 同時ネット |
| 山口県         | テレビ山口（tys）         | TBS系列        | 月曜 19:00 - 19:55 | 同時ネット |
| 愛媛県         | あいテレビ（itv）         | TBS系列        | 月曜 19:00 - 19:55 | 同時ネット |
| 高知県         | テレビ高知（KUTV）        | TBS系列        | 月曜 19:00 - 19:55 | 同時ネット |
| 福岡県         | RKB毎日放送（rkb）        | TBS系列        | 月曜 19:00 - 19:55 | 同時ネット |
| 長崎県         | 長崎放送（NBC）           | TBS系列        | 月曜 19:00 - 19:55 | 同時ネット |
| 熊本県         | 熊本放送（RKK）           | TBS系列        | 月曜 19:00 - 19:55 | 同時ネット |
| 大分県         | 大分放送（OBS）           | TBS系列        | 月曜 19:00 - 19:55 | 同時ネット |
| 宮崎県         | 宮崎放送（MRT）           | TBS系列        | 月曜 19:00 - 19:55 | 同時ネット |
| 鹿児島県       | 南日本放送（MBC）         | TBS系列        | 月曜 19:00 - 19:55 | 同時ネット |
| 沖縄県         | 琉球放送（RBC）           | TBS系列        | 月曜 19:00 - 19:55 | 同時ネット |
| 秋田県         | 秋田テレビ（AKT）         | フジテレビ系列 | 不定期放送         | 遅れネット |
| 佐賀県         | サガテレビ（STS）         | フジテレビ系列 | 不定期放送         | 遅れネット |
| 徳島県         | 四国放送（JRT）           | 日本テレビ系列 | 不定期放送         | 遅れネット |